# Karoline Bjerkeli Grøvdal
Karoline Bjerkeli Grøvdal (Ålesund, 14 de junio de 1990) es una deportista noruega que compite en atletismo, especialista en las carreras de fondo y de campo a través.
Ganó cuatro medallas en el Campeonato Europeo de Atletismo entre los años 2016 y 2024.
En la modalidad de campo a través, obtuvo ocho medallas en el Campeonato Europeo de Campo a Través, entre los años 2015 y 2023.
Participó en tres Juegos Olímpicos de Verano, entre los años 2012 y 2020, ocupando el séptimo lugar en Río de Janeiro 2016, en la prueba de 5000 m.

## Palmarés internacional
| Campeonato Europeo | Campeonato Europeo       | Campeonato Europeo | Campeonato Europeo |
| Año                | Lugar                    | Medalla            | Prueba             |
| ------------------ | ------------------------ | ------------------ | ------------------ |
| 2016               | Ámsterdam (Países Bajos) | Medalla de bronce  | 10 000 m           |
| 2018               | Berlín (Alemania)        | Medalla de bronce  | 3000 m obstáculos  |
| 2024               | Roma (Italia)            | Medalla de oro     | Media maratón      |
| 2024               | Roma (Italia)            | Medalla de plata   | 5000 m             |

| Campeonato Europeo | Campeonato Europeo     | Campeonato Europeo | Campeonato Europeo |
| Año                | Lugar                  | Medalla            | Prueba             |
| ------------------ | ---------------------- | ------------------ | ------------------ |
| 2015               | Hyères (Francia)       | Medalla de bronce  | Individual         |
| 2016               | Chia (Italia)          | Medalla de bronce  | Individual         |
| 2017               | Šamorín (Eslovaquia)   | Medalla de bronce  | Individual         |
| 2018               | Tilburg (Países Bajos) | Medalla de bronce  | Individual         |
| 2019               | LIsboa (Portugal)      | Medalla de plata   | Individual         |
| 2021               | Dublín (Irlanda)       | Medalla de oro     | Individual         |
| 2022               | La Mandria (Italia)    | Medalla de oro     | Individual         |
| 2023               | Bruselas (Bélgica)     | Medalla de oro     | Individual         |